# 최문수
최문수(본명 : 최문숙, 1973년 5월 23일 ~ )는 대한민국의 배우이다.

## 학력
- 배재대학교 물리학과

## 출연작

### 영화
- 《어부바》 (2022년) - 장만옥 역 (특별출연)
- 《카오산 탱고》 (2020년) - 소정 (목소리) 역
- 《비스트》 (2019년) - 터미널 노란팔찌 소녀엄마 역
- 《궁합》 (2018년) - 주모 역
- 《내일의 시간》 (2016년) - 최진영 역
- 《스틸 플라워》 (2016년)
- 《들꽃》 (2015년) - 거리의 여인 역
- 《그놈이다》 (2015년) - 동네여 2 역
- 《미나문방구》 (2013년) - 아줌마 3 역
- 《악마를 보았다》 (2010년) - 주연 이모 역
- 《뭘 또 그렇게까지》 (2010년) - 점성술사 역
- 《감자 심포니》 (2009년) - 미스 리 역
- 《미인도》 (2008년) - 사대부집 여인 역
- 《서양 골동 양과자점 앤티크》 (2008년) - 부자녀 역
- 《나의 노래는》 (2008년) - 아버지의 여자 역
- 《무소의 뿔처럼 혼자서 가라》 (1995년) - 윤희 역
- 《엄마에게 애인이 생겼어요!》 (1995년) - 진우 부인 역

### 드라마
- 《배가본드》 (SBS, 2019년) - 비행기 추락사고 피해자 가족 역
- 《호텔 델루나》 (tvN, 2019년)
- 《구해줘 2》 (OCN, 2019년)
- 《구해줘》 (OCN, 2017년) - 채민화 역
- 《혼》 (MBC, 2008년) - 임산부 역
- 《일지매》 (SBS, 2008년) - 봉달이 엄마 역